# Depsipéptido
Un depsipéptido es un péptido en el que uno o más de sus grupos amida, -C(O)NHR-, han sido reemplazados por el correspondiente grupo éster, -C(O)OR, Muchos depsipéptidos presentan tanto uniones peptídicas como tipo éster. Se encuentran mayoritariamente en productos naturales de origen marino y microbiano.

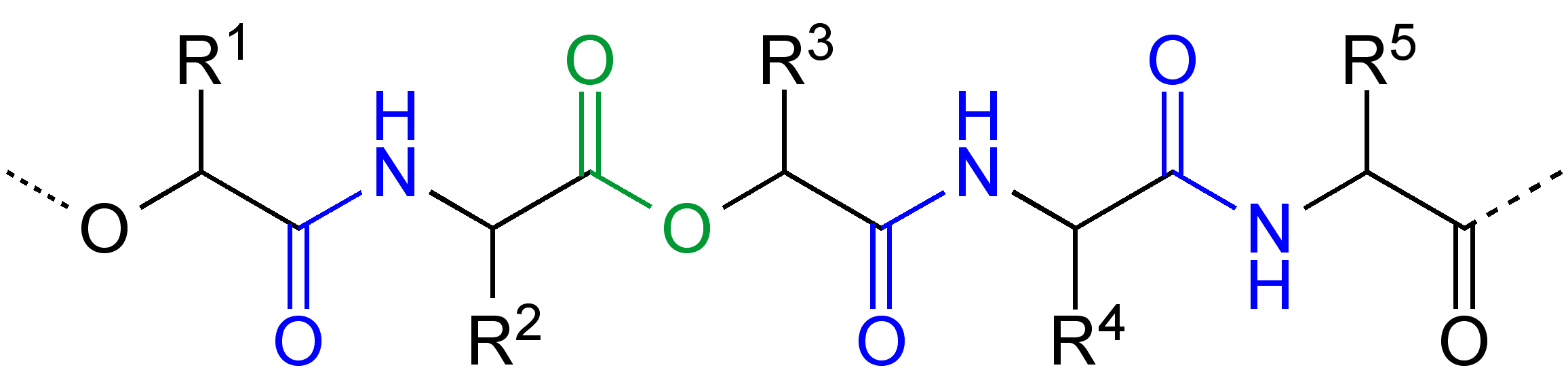
Ejemplo de un depsipéptido con 3 grupos amida (resaltados en azul) y un grupo éster (resaltado en verde). R^{1} y R^{3} son grupos orgánicos (e. g. metilo) o un átomo de hidrógeno de los encontrados en ácidos α-hidroxicarboxílicos. R^{2}, R^{4} y R^{5} son grupos orgánicos o un átomo de hidrógeno de los encontrados en aminoácidos comunes.

## Productos naturales depsipeptídicos

La enteroquelina es un depsipéptido transportador de hierro.

Se ha encontrado que varios depsipéptidos muestran propiedades anticancerígenas.
Un inhibidor enzimático depsipeptídico incluye romidepsina, un miembro de la clase de péptidos bicíclicos, un conocido inhibidor de la histona deacetilasa (HDACi). Se aisló primero como un producto de la fermentación a partir de Chromobacterium violaceum por la compañía farmacéutica Fujisawa.
Datos preliminares mostraron en 2010 que el antibiótico Etamycin tenía una potente actividad contra SARM en un modelo de ratón. Varios depsipéptidos procedentes de Streptomyces muestran actividad antimicrobiana. Estos forman una nueva clase de antibióticos potenciales conocidos como acildepsipéptidos (ADEPs). Los ADEPs tienen como diana y activan la proteasa caseinolítica (ClpP) para iniciar la degradación descontrolada de péptidos y proteínas no plegadas, matando muchas bacterias grampositivas.